# Lapid
Lapid är en ort i Israel. Den ligger i den nordöstra delen av landet. Lapid ligger 265 meter över havet och antalet invånare är 2 497.
Terrängen runt Lapid är kuperad österut, men västerut är den platt. Terrängen runt Lapid sluttar brant västerut. Runt Lapid är det tätbefolkat, med 411 invånare per kvadratkilometer. Närmaste större samhälle är Modi'in Illit, 2,0 km nordost om Lapid. Trakten runt Lapid består till största delen av jordbruksmark.